# Washington Luís (métro de São Paulo)
Pour les articles homonymes, voir Washington Luís (homonymie).
Washington Luís, anciennement Jardim Aeroporto, sera une station de monorail de la ligne 17 - Or du métro de São Paulo, qui est actuellement en expansion, et reliera la station Morumbi de la ligne 9 - Éméraude à l'aéroport dans la station Congonhas, dans le district de Campo Belo.
La station sera située au confluent entre l'avenue Washington Luis et l'avenida Jornalista Roberto Marinho, près de la rua Ipiranga, dans le quartier de Jardim Aeroporto, dans le district de Campo Belo, dans la zone Centre-Sud de São Paulo.
Initialement dans les plans d'extension du métro de São Paulo, la ligne 17 - Or devrait être prête d'ici 2014, reliant la station São Paulo-Morumbi de la ligne 4 - Jaune, à l'époque où le stade Cícero-Pompeu-de-Toledo était considéré comme l'un des lieux de les matchs de la Coupe du monde de 2014.
Par la suite, la promesse de livraison de la ligne a été reportée à 2016, fin 2017, 2018, décembre 2019, fin 2020, 2021 et désormais au 2e semestre 2022,,,,,.

## Caractéristiques
| Code | Station         | Inauguration | Capacité     | Intégration                 | Quais    | Position | Notes           |
| ---- | --------------- | ------------ | ------------ | --------------------------- | -------- | -------- | --------------- |
| JDA  | Washington Luís | 2022         | Pas confirmé | Bilhete Único de la SPTrans | Latéraux | Aérienne | En construction |